# Checkmate (EP)
Checkmate é um EP da cantora brasileira Anitta. O EP é formado de singles avulsos lançados pela cantora durante setembro e dezembro de 2017, sendo eles Will I See You em setembro, Is That For Me em outubro, Downtown em novembro e Vai Malandra em dezembro.
O projeto teve patrocínio da marca C&A que proporcionou coletivas de imprensa e festas de lançamentos na casa de Anitta. Os looks usados nos clipes também foram patrocinados pela marca.

## Faixas
1. Will I See You  (com Poo Bear)
2. Is That for Me (com Alesso)
3. Downtown (com J Balvin)
4. Vai Malandra (com Zaac e Maejor, part. Tropkillaz e DJ Yuri Martins)